# Тогуз-Булак (Лейлекский район)

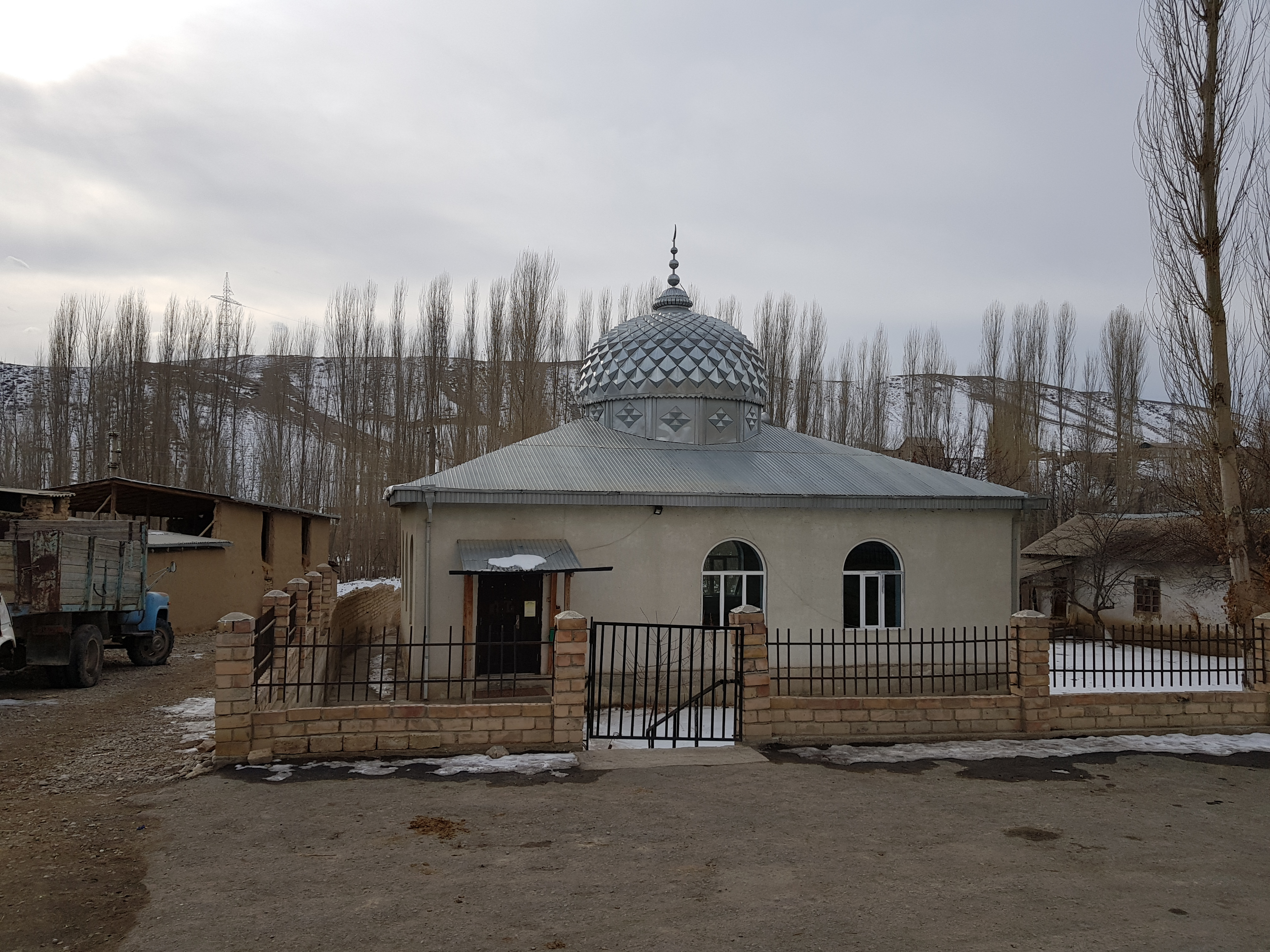
Мечеть в Тогуз-Булаке

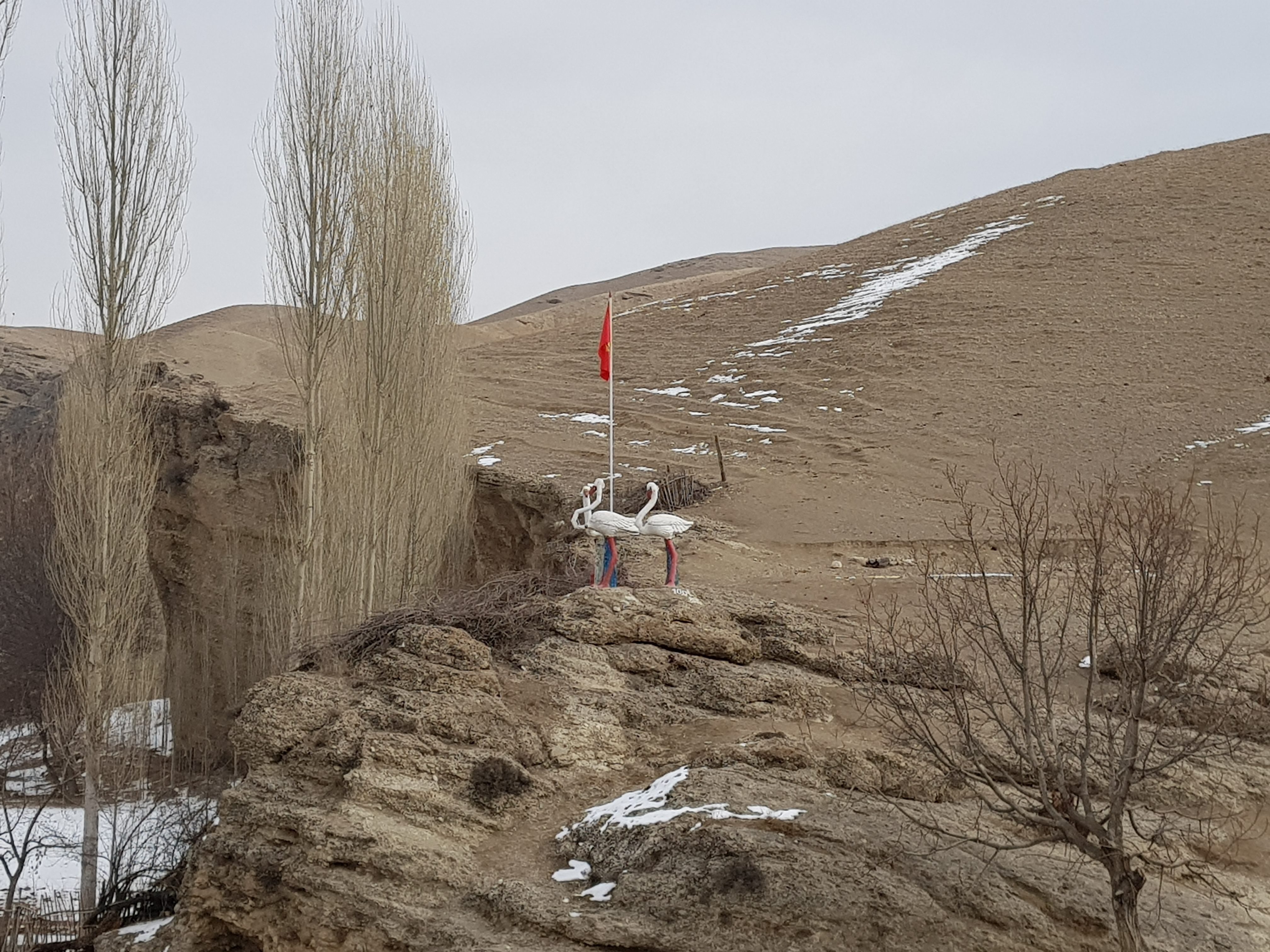

Тогуз-Булак (кирг. Тогуз-Булак) — село в Лейлекском районе Баткенской области Кыргызстана. Административный центр Тогуз-Булакского аильного округа.
Расположено в юго-западной части Кыргызстана на высоте 1481 м на расстоянии примерно 22 км восточнее районного центра г. Раззакова (ранее Исфана).
Население — 1 240 человек (2022).